# Krishna Mohan Banerjea
Krishna Mohan Banerjea, född 1813 och död 1885, var en indisk filosof.
Banerjea framträdde i sin tidigaste ungdom som en utpräglad förnekare av hinduismen och av religiös tro över huvud taget, men övergick genom inflytande från Alexander Duff till kristendomen, och prästvigdes 1839 som den förste prostestantiske hinduprästen. Han kom att fram till sin död inta en ledande ställning i den hindu-kristna församlingen i Calcutta. Banerjea deltog med iver i arbetet för den första Indiska nationalkongressen 1883 och var en i hela Indien högt aktad personlighet. Förutom en mängd översättningar till bengali av kristen litteratur och genom utgivande av indiska religiösa och filosofiska texter (bland annat delar av Rigveda 1875) är han känd för de två märkliga arbetena Dialogues on the Hindu philosophy (1861), där han i dialogform ger den första framställningen av den indiska filosofin i dess historiska utveckling, samt The Arian witness to Christianity (1875), en produkt av den i det tidigare hindu-kristna tänkandet framträdande benägenheten att söka religionshistoriska paralleller mellan indisk religion och kristendomen.